# O.N.I.F.C.
O.N.I.F.C. (u cijelosti naslovljen Only Nigga In First Class ili One Night In First Class) je drugi studijski album američkog repera Wiza Khalife. Objavljen je 4. prosinca 2012. godine. Album će biti objavljen pod diskografskim kućama Atlantic Records i Rostrum Records. Naslov albuma je inspiriran nazivom albuma H.N.I.C., a to je album repera Prodigyja, člana grupe Mobb Deep.

## Snimanje
Za promociju studijskog albuma, Wiz Khalifa je 13. ožujka 2012. godine objavio miksani album Taylor Allderdice kao besplatni download. Miksani album je dobio ime po Wizovoj srednjoj školi Taylor Allderdice, u kojoj je maturirao 2006. godine. Album je objavljen pod diskografskim kućama Rostrum Records i Taylor Gang Records.
Potvrđeni izvođači koji će gostovati na albumu su glavni pjevač grupe Maroon 5, Adam Levine, reper Cam'ron i pjevač Chris Brown, a produkciju će voditi Pharrell, Stargate, Will.i.am, Benny Blanco, 1500 or Nothin' i Rico Love. Reper Mac Miller će također biti gost na albumu kao i pjevačica Cassie Ventura. U svibnju je reper 50 Cent objavio da snima pjesmu zajedno s Wizom za njegov drugi studijski album.
Ostali izvođači koji su viđeni u studiju zajedno s Wizom Khalifom su 2 Chainz, Amber Rose, Berner, Big Sean, Chevy Woods, Currensy, Juicy J, Kendrick Lamar, Kid Cudi, Lola Monroe, Reek Da Villain, Rick Ross, Tyler, The Creator, The Weeknd i Yelawolf.
Prvi singl s albuma je "Work Hard, Play Hard". Producenti pjesme su Stargate i Benny Blanco. Singl je premijerno predstavio 21. travnja 2012. godine u San Franciscu. Singl je objavio 23. travnja.

## Snimljene pjesme
- "Work Hard, Play Hard"[14]
- "Make Me Remember You" (featuring The Weeknd)[15]
- "My Life"
- "O.N.I.F.C."
- "Telescope" (featuring 50 Cent)